# Dieda
Dieda é um gênero de mariposa pertencente à família Acrolepiidae.